# Municipio de Benton (condado de Columbia)
El municipio de Benton (en inglés: Benton Township) es un municipio ubicado en el condado de Columbia en el estado estadounidense de Pensilvania. En el año 2000 tenía una población de 1216 habitantes y una densidad poblacional de 23,4 personas por km².

## Geografía
El municipio de Benton se encuentra ubicado en las coordenadas 41°12′00″N 76°22′59″O / 41.20000, -76.38306.

## Demografía
Según la Oficina del Censo en 2000 los ingresos medios por hogar en la localidad eran de $37 955 y los ingresos medios por familia eran de $40 625. Los hombres tenían unos ingresos medios de $28438 frente a los $23 077 para las mujeres. La renta per cápita de la localidad era de $17 853. Alrededor del 7,5% de la población estaba por debajo del umbral de pobreza.